# Umma (islam)
Umma (lub ummah, arab. أمة) – arabskie słowo oznaczające naród, społeczność; w znaczeniu religijnym (islamskim) całą wspólnotę islamską.